# 洛倫佐·肯恩
洛倫佐·拉馬·肯恩（英語：Lorenzo Lamar Cain，1986年4月13日—），為前美國職棒大聯盟委內瑞拉籍的游擊手，先前曾待過皇家與釀酒人等隊。他在2004年大聯盟選秀第17輪被釀酒人選中，並在2010年登上大聯盟。2015年在皇家隊拿下世界大賽冠軍。

## 職業生涯

### 密爾瓦基釀酒人
2010年7月16日，釀酒人投手Doug Davis進入傷兵名單，釀酒人也把肯恩拉上大聯盟。他以代打身分初登大聯盟，第一個打席就差點擊出安打。2天後，肯恩終於擊出生涯首安。

### 堪薩斯市皇家
2010年12月18日，釀酒人隊用艾爾西迪斯·艾斯科巴、Jeremy Jefferess、Jake Odorizzi以及肯恩向皇家隊交易來扎克·格林基和Yuniesky Betancourt。2011年球季開打前，肯恩先在皇家3A磨練。2012年2月18日，皇家隊向肯恩簽下了一年約，不過確切金額未公開。
2013年球季，肯恩成為皇家隊先發中外野手，賈羅德·戴森成為替補。不過6月底，戴森逐漸頂替肯恩的先發位置。8月10日，肯恩因為左斜肌扭傷而進入傷兵名單。9月4日回歸球場，總計他整季出賽115場，106場先發，打擊三圍為.251/.310/348 (打擊率/上壘率/長打率)，4轟，46分打點。
2014年，肯恩的打擊三圍上升至.301/.339/.412，5轟，46分打點。
繼1985年後，皇家隊再度闖入季後賽。在美聯分區賽，肯恩靠著他優異的防守能力，助皇家橫掃呼聲很高的天使隊。
在美聯冠軍賽第二戰可說是肯恩的個人秀，他兩度美技接殺J·J·哈迪的飛球，讓比數一直維持在4比4ref。 9局上半，皇家5比4領先金鶯隊，肯恩敲出了單場第4支安打，打回了保險分，同時也追平了「皇家先生」喬治·布列特的隊史季後賽單場安打數。整個系列賽他的打擊率高達5成33，皇家最終橫掃金鶯隊，闖入世界大賽ref，肯恩拿下了美聯冠軍賽的MVP。
2014年的世界大賽，肯恩依舊發揮他高水準的守備能力。第一戰靠著他兩度精彩的美技接殺，助皇家3比2險勝巨人。第6戰，肯恩的打擊火力大爆發，助皇家以10比0大勝巨人。不過第7戰皇家突破不了巨人投手麥迪森·邦加納，最終以3勝4敗無緣奪冠。
2015年，肯恩首度入選明星賽。整季他打擊率為3成07，16轟，72分打點，皇家也連續2年闖入季後賽。世界大賽第5戰，肯恩單場擊出3支安打，最後皇家4勝1敗擊退大都會，繼30年後再度拿下冠軍金盃。

### 重回釀酒人
2018年1月26日，肯恩與釀酒人簽下5年8千萬美元的合約。該年他入選生涯第二次明星賽，釀酒人也繼2011年再闖季後賽，不過在國聯冠軍戰3勝4敗不敵道奇隊。

## 生涯獎項
- 2014年美聯冠軍賽MVP
- 2015年世界大賽冠軍
- 2015年入選明星賽
- 2018年入選明星賽

## 外部連結
- 球員資訊和成績在MLB ，ESPN ，Retrosheet ，Baseball Reference ，Baseball Reference (Minors) ，Fangraphs ，The Baseball Cube （英文）
- 台灣棒球維基館：洛倫佐·肯恩 （页面存档备份，存于）（繁體中文）